# 蘆洲區
25°5′5.24″N 121°28′26.2″E / 25.0847889°N 121.473944°E

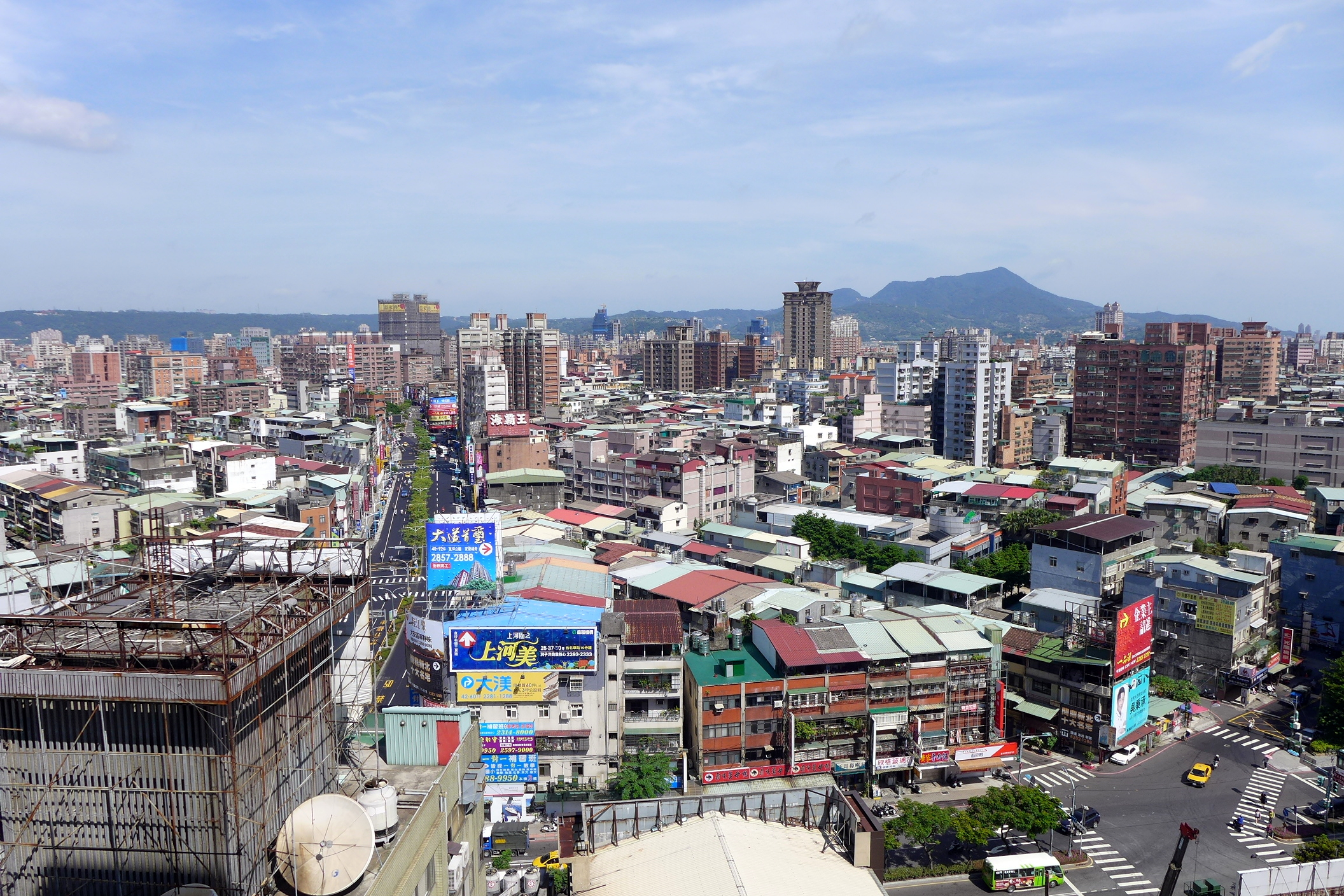
蘆洲區中山一路、集賢路一帶的住宅

蘆洲區，舊稱「鷺洲」，位於臺灣新北市北部偏西:30，臺北盆地的西北側，淡水河下游左岸，全境地勢低平，為一低窪平坦的氾濫平原及河岸沙洲所構成。其與臺北市以淡水河相隔，為臺北都會區的衛星城市之一:31。轄區面積約為7.4351平方公里，人口約有19.8萬人，人口密度每平方公里約2萬6千多人，是臺灣人口密度第二高的鄉鎮市區（僅次於永和區）。區鳥為白鷺鷥，特色植物為蘆葦。
早期蘆洲區居新莊街與八里坌的中點，成為商人移民落腳處，約在1850年代後形成街市。日治時期的經濟產業主要為農業，種植桶柑、蔬菜，曾有「柑橘王國」的美譽，也是北臺灣重要的蔬菜供應區之一。戰後初期延續原本的產業發展，直到1980年代後隨防洪計畫的實施，取消對洪水平原的限制，加上鄰近的三重區與臺北市發展逐漸飽和，促使蘆洲轉型成為工商業發達的衛星城市。在臺北捷運中和新蘆線開通後，也使蘆洲區與臺北市的關係更為密切:32。觀光方面，有湧蓮寺、蘆洲李宅、徐匯廣場等景點。

## 歷史
蘆洲區舊稱「河上洲」、「和尚洲」或「鷺洲」，第一者得名緣由係因蘆洲區早期為由大嵙崁溪沖積而成的沙洲，故名「河上洲」；第二者得名緣由是因清乾隆年間，竹塹城隍廟僧梅福，向清廷稟請以關渡媽祖廟之業產獲准，於蘆洲區水湳一帶徵收租穀，因此境內百姓稱之「和尚厝」，且因和尚與河上兩字發音相近，因此又稱「和尚洲」；第三者得名緣由為蘆洲區早期原為一河洲，凡洲渚有水處蘆草叢生，而在蘆花盛開時節也因眾多白鷺棲息其間，蔚為景觀，因而得名「鷺洲」。1947年4月1日與三重分治時，因鷺洲地區當時蘆葦叢生，並同時取自「蘆荻泛月」之說，故改名為「蘆洲」:11。
1661年鄭氏治臺後，蘆洲隸屬天興縣。1664年，天興縣改制為天興州:136。1684年臺灣納入清朝版圖後，蘆洲隸屬諸羅縣。1723年，屬淡水廳淡水堡，嗣後再改隸興直堡。1875年，改隸芝蘭二堡:137。
1895年日本治臺後，蘆洲屬臺北縣芝蘭二堡。1897年，屬臺北縣士林辦務署。1898年，屬臺北辦務署。1901年，蘆洲屬臺北廳士林支廳。1920年，廢廳制，行政區劃改為州、郡、街庄，鷺洲屬臺北州新莊郡。鷺洲庄分為和尚洲溪墘、和尚洲中路、和尚洲南港子、和尚洲水湳、和尚洲樓子厝、二重埔、三重埔等7個大字:138。
戰後1945年，隸屬臺北縣新莊區鷺洲鄉。1947年4月1日，將二重埔、三重埔等地劃出為三重鎮，並將鷺洲鄉改名為「蘆洲鄉」。1950年，裁撤新莊區署，蘆洲鄉改由臺北縣直轄:138。蘆洲鄉分為樓厝村、保和村、得勝村、仁復村、溪墘村、中路村、正義村、水湳村、水河村、保佑村等10個村。1997年10月6日，蘆洲鄉改制為縣轄市「蘆洲市」:138。期間境內村里數歷經數次變更，至1998年2月起，蘆洲市的行政區劃轄有38個里:138。2010年12月25日，臺北縣升格改制為直轄市新北市，蘆洲市改為「蘆洲區」。

### 蘆洲古名一覽

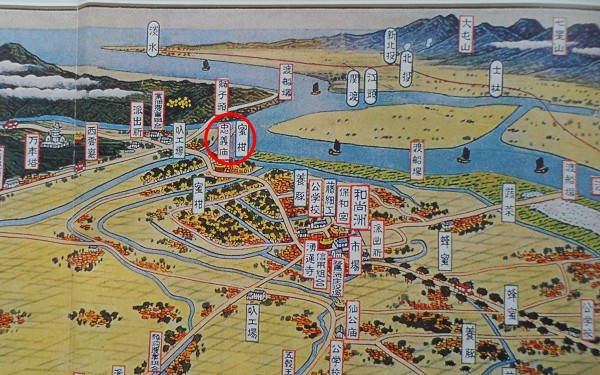
日治時期地圖：蘆洲忠義廟

古時候的蘆洲，原本是鄰近淡水河畔的一片低平沙洲。水澤遍布，河岸兩旁蘆葦叢生，每當蘆花盛開時，花絮紛飛，白茫茫的景觀，煞是好看。夜晚月上樹梢，蘆花泛著淡黃月色，微風吹拂，猶如浪花飛舞，頗有思古之幽情，因此常令騷人墨客徘徊流連，當時亦有「蘆荻泛月」之美稱，列為淡北八景之一。
- 中洲埔：在社子島中間有一中洲里，在清代隸屬於和尚洲，古代一些舊地圖上以「中洲埔」稱之。

- 河上洲：本地過去是由河流沖積而成的沙洲，水患頻仍，居民必須時常與河爭地，低窪的地勢宛若居於河上，所以蘆洲最早名為「河上洲」。

- 和尚洲：「和尚洲」一名，初見淡水廳誌。清領時期雍正年間，大約十八世紀中葉，當時地主多將土地獻予廟宇再行租回，假藉佃農身份以減免應向政府所納稅糧，因此蘆洲的土地多由關渡一帶僧侶掌管；而僧侶稱和尚，所以一般人亦稱本地為「和尚厝」。又「河上」與「和尚」音相近，彼此相混合，因此又有「和尚洲」之稱。

- 鷺洲：蘆洲原為一河洲，凡洲渚有水處，常吸引鷺鷥聚集，成群的鷺鷥翱翔於蘆花水澤間，蔚為景觀，故亦有「鷺洲」的別稱。

- 蘆洲：1945年國民政府接收台灣，原台北州新莊郡鷺洲改稱台北縣新莊區鷺洲鄉。1947年4月1日鄉內的二重埔、三重埔地區劃出另設三重鎮，鷺洲鄉一併更名為蘆洲鄉。

- 鹹草埔：「鹹草埔」一名，初見淡水廳志地圖，當時在水湳一帶曾栽植大量的藺草（鹹草），可能是蘆洲舊地名之一。

### 大事紀
- 1871年，湧蓮寺落成。
- 1897年2月，淡水國語傳習所和尚洲分教場設立。
- 1945年，台北州新莊郡鷺洲改稱臺北縣新莊區鷺洲鄉。
- 1947年4月1日，與三重分治，更名蘆洲鄉。
- 1997年10月，改制為縣轄市。
- 1998年2月9日，增設成功里、永德里（永樂里（1至5、19至29鄰）、永安南路二段356巷86、88、90號畫分為成功里；永康里1至4鄰、21鄰部分（長安街267巷7弄2、4、6、8號）、23至34鄰畫分為永德里）。
- 2010年8月10日，新北市立圖書館蘆洲兒童親子分館（原為台北縣立圖書館蘆洲兒童親子分館）啟用[12]。
- 2010年11月3日下午2點，捷運蘆洲線正式啟用。
- 2010年12月25日，因台北縣升格為新北市，改制為蘆洲區。
- 2012年5月23日，鷺江國小校門遷移，地址從民權路1號改為「民族路7號」，行政劃分仍隸屬於鷺江里15鄰[13]。
- 2014年12月25日，因首任蘆洲區長黃麗足退休，第二任區長由原萬里區區長賴俊達轉任[14]。
- 2015年10月，人口突破20萬人[2]。

## 地理

### 地形
蘆洲區位於台北盆地西北部，淡水河下游西岸。東北隔淡水河與台北市士林區社子島相望，西接五股區，東南與三重區毗鄰，地勢低平，由東南向西北漸低，略向西北傾斜。蘆洲區為大漢溪與新店溪兩溪沖積沙洲，土壤肥沃，適於農耕。
蘆洲區與三重區右岸的東面與西面分別被淡水河與二重疏洪道包圍，形同一個島，並稱為三蘆地區。
區內有3大重劃區，分別是灰磘重劃區、集賢重劃區與南港子重劃區。

### 氣候
蘆洲區的氣候為夏季高溫多雨，冬季低溫且多陰雨。年均溫約為攝氏22度，年平均雨量約在2,000至2,500毫米之間:57。

### 水災問題

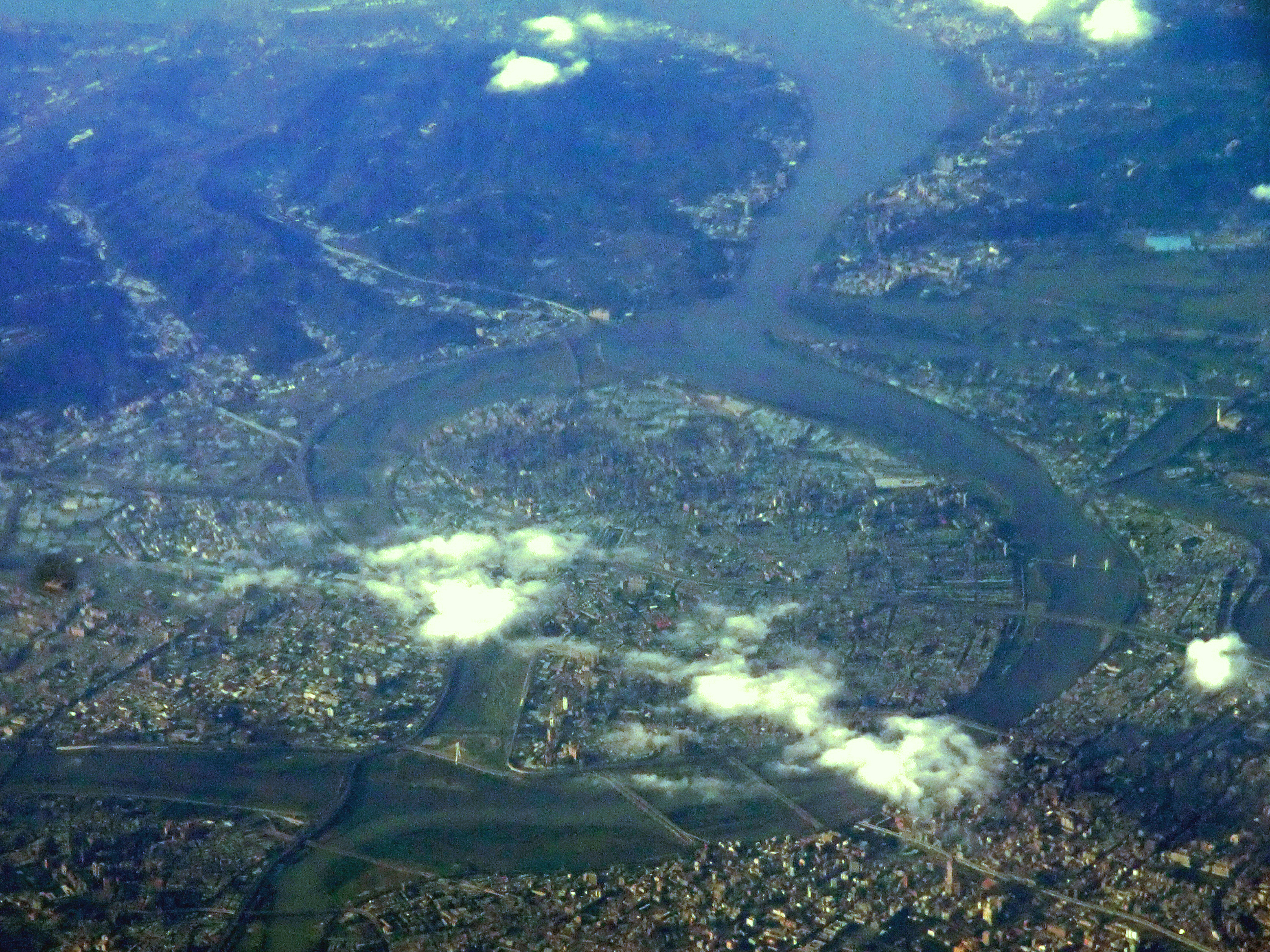
蘆洲區的鳥瞰圖。東面與西面分別被淡水河（右）與二重疏洪道（左）所包圍。

早年的蘆洲因地勢低平且缺乏防洪設施，易受到淡水河的潮汐影響，淹水問題相當棘手；每逢大雨颱風道路時常積水及膝，嚴重時甚至以渡輪才能出入。直到二重疏洪道及相關防洪設施完工後，蘆洲才脫離淹水的惡夢，新北市政府對於蘆洲區昔日因為淹水而廢耕的農業區已經規劃妥完整的全方位都市計劃，該計畫推動後，蘆洲區將會有一個嶄新的水岸城鎮面貌。

### 人口
根據新北市政府民政局統計，2024年底蘆洲區戶數約7.7萬戶，人口約19.8萬人，區內人口最多與最少的里分別是正義里與仁復里，2024年底兩里人口分別為15,848人與2,164人，其中正義里也是新北市人口第七大里。

## 政治

### 歷屆首長
蘆洲鄉長時期
| 屆次 | 姓名   | 備註 |
| ---- | ------ | ---- |
| 1    | 李乾財 |      |
| 2    | 李乾財 |      |
| 3    | 李乾財 |      |
| 4    | 李軍民 | 過世 |
| 4    | 李庭昌 | 補選 |
| 5    | 陳萬富 |      |
| 6    | 李庭昌 | 過世 |
| 6    | 陳萬富 | 補選 |
| 7    | 蔡豐榮 |      |
| 8    | 李文彬 |      |
| 9    | 李文彬 |      |
| 10   | 李章夫 |      |
| 11   | 周慶陽 |      |
| 12   | 周慶陽 |      |

蘆洲市長時期
| 屆次 | 姓名     | 備註       |
| ---- | -------- | ---------- |
| 1    | 周慶陽   | 改制後首任 |
| 2    | 黃劍輝   |            |
| 3    | 李翁月娥 |            |
| 4    | 李翁月娥 |            |

蘆洲區長時期
| 屆次 | 姓名   | 備註 |
| ---- | ------ | ---- |
| 1    | 黃麗足 |      |
| 2    | 賴俊達 |      |
| 3    | 施得仰 |      |
| 4    | 莊茂坤 |      |
| 5    | 陳炳仲 |      |
| 6    | 鍾耀磊 |      |

### 區政組織

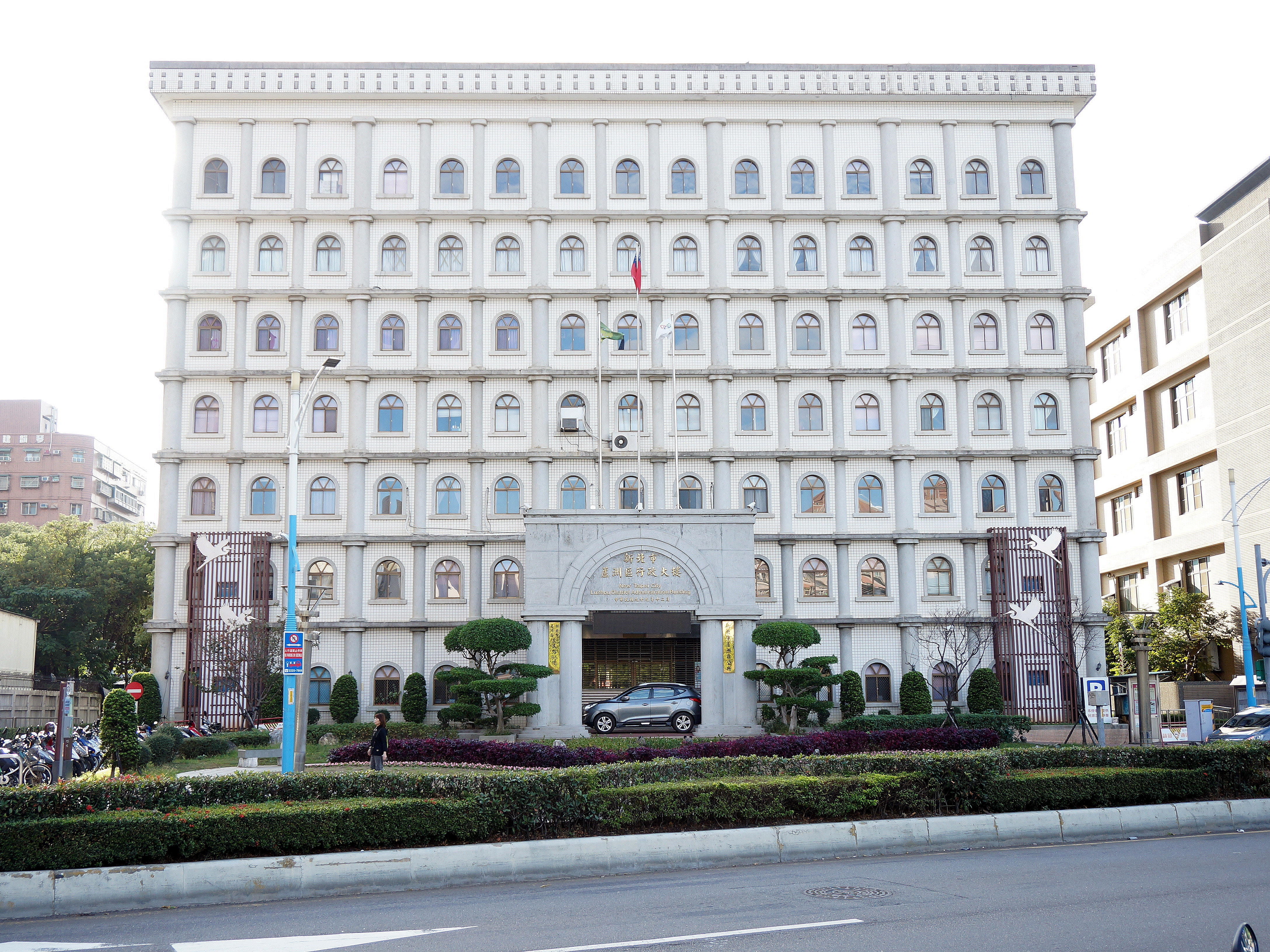
蘆洲區行政大樓

蘆洲區公所是新北市政府在蘆洲區的派出機關，在中華民國政府架構中為市政府綜理區政的執行機關，上級業務監督機關為新北市政府。区长由市長任命，其任期為無任期保障。在區長、副區長及主任秘書之下，設有5課4室等9個內部單位。

### 行政區
現今蘆洲區行政範圍的確立，來自於1947年4月1日，將原屬鷺洲鄉的二重埔及三重埔等地劃出三重鎮，並將鷺洲鄉改名「蘆洲鄉」。1950年，裁撤區署，蘆洲鄉改直隸於臺北縣:153。1997年10月6日，蘆洲鄉改制為「蘆洲市」:155。2010年12月25日，臺北縣改制為直轄市，蘆洲市改制為市轄區「蘆洲區」，隸屬新北市。
蘆洲區共轄38里，其行政區域分布情形為:140－143：
| 蘆洲區行政區劃 |        |        |        |        |        |        |        |        |        |        |    |
|                |        |        |        |        |        |        |        |        |        |        |    |
| 次分區         | 里     | 里     | 里     | 里     | 里     | 里     | 里     | 里     | 里     | 里     | 里 |
| 溪墘區         | 溪墘里 | 樹德里 | 仁義里 | 得仁里 | 恒德里 | 仁復里 | 民和里 | 得勝里 | 仁德里 |        |    |
| 中路區         | 中路里 | 中華里 | 光華里 | 光明里 | 中原里 | 忠義里 | 長安里 | 九芎里 | 永安里 | 延平里 |    |
| 南港子區       | 正義里 | 南港里 | 永樂里 | 永康里 | 成功里 | 永德里 |        |        |        |        |    |
| 水湳區         | 水湳里 | 水河   | 保新里 | 保佑里 | 忠孝里 |        |        |        |        |        |    |
| 樓子厝區       | 樓厝里 | 復興里 | 福安里 | 鷺江里 | 保和里 | 玉清里 | 信義里 | 仁愛里 |        |        |    |

### 警政治安
- 新北市政府警察局蘆洲分局
  - 蘆洲分局蘆洲派出所
  - 蘆洲分局三民派出所
  - 蘆洲分局集賢派出所
  - 蘆洲分局延平派出所
  - 蘆洲分局更寮派出所
  - 蘆洲分局德音派出所
  - 蘆洲分局成州派出所
  - 蘆洲分局龍源派出所
  - 蘆洲分局八里分駐所
  - 蘆洲分局五股分駐所
  - 蘆洲分局交通分隊
  - 蘆洲分局偵查隊
  - 蘆洲分局警備隊

### 其他政府機構與設施

#### 公家機關
- 新北市蘆洲區公所
- 蘆洲重陽社福大樓
- 新北市蘆洲區衛生所
- 交通部公路局臺北區監理所蘆洲監理站
- 新北市輔具資源中心
- 新北市蘆洲集賢公共托育中心
- 新北市蘆洲集賢公共托老中心
- 蘆洲環保派出所
- 新北市政府捷運工程局
- 地震測站(測站名稱/測站位置)TAP003/成功國小
- 雨量觀測站，於三民高中
- 多功能慈善公益大樓：位於捷運三民高中站旁公有土地，由湧蓮寺捐贈6億元送給新北市政府興建，未來完工後，產權跟營運管理都將歸新北市政府。(規劃中)[22]

#### 防洪設施
- 二重疏洪道
- 抽水站：蘆洲站、鴨母港站、鴨母港二站、成蘆站

## 經濟

### 連鎖產業

#### 便利商店
- 統一超商
- 全家便利商店
- 萊爾富
- OK超商

#### 超級市場
- 美廉社
- 全聯福利中心
- 家樂福便利購
  - 蘆洲三民店：仁德里三民路54號
  - 蘆洲中興店：玉清里中興街34、36號
  - 蘆洲光華店：光華路200號
  - 蘆洲長安二店：長安街387號
  - 蘆洲長榮店

#### 咖啡
- 星巴克
- 85度C
- 路易莎
- cama cafe
- Ai COFFEi 嬡咖啡

### 購物
- 徐匯廣場
- 家樂福蘆洲店（位在三重區）
- 佳瑪進口精品生活館
- 寶雅生活館
  - 蘆洲中山店
  - 蘆洲集賢店
  - 蘆洲成功店
- 特力屋
- 蘆洲集賢店 （社區店）
- 蘆洲長安店（社區店）

### 書局
- 諾貝爾圖書城蘆洲店：蘆洲目前唯一連鎖書店
- 春大地書局：在蘆洲開設最久的書局，舊名為大眾書局。電影我的少女時代在此取景。
- 阿福的書店：蘆洲第一間獨立書店[23]，以兒童繪本為主，舉辦讀書會推廣親子共讀[24]。

### 金融
- 中華郵政
- 永豐銀行
- 華南銀行
- 中國信託商業銀行
- 臺灣銀行
- 合作金庫商業銀行
- 台新國際商業銀行
- 彰化銀行
- 玉山銀行
- 臺灣中小企業銀行
- 聯邦銀行
- 星展銀行
- 京城商業銀行
- 國泰世華銀行
- 遠東國際商業銀行
- 板信商業銀行
- 安泰商業銀行
- 元大商業銀行
- 日盛國際商業銀行
- 台北富邦商業銀行
- 第一銀行
- 新光銀行
- 凱基商業銀行
- 上海商業儲蓄銀行
- 滙豐

## 生活

### 蘆洲監理站
蘆洲監理站（Luzhou Motor Vehicle Supervision Station）承辦所有公路機動車輛駕駛執照、行車執照之申請與換新、與交通罰款繳納業務，但有關機動車輛駕照之測試僅限於一般機車駕駛執照測驗；若為汽車駕駛執照測驗及超重型機車駕照之測驗，則不在此監理站之業務範圍內，預估此監理站服務區域人口數量高達上百萬人。

### 蘆洲運動中心
蘆洲國民運動中心鄰近捷運蘆洲線的終點站-蘆洲站，該建築是一棟環保節能綠建築，中心座落在鷺江國中的東北角校園內，位於蘆洲區長樂路及光榮路一〇一巷交叉口，距離蘆洲長榮路及永康街商業區寬闊步行人行街道僅約200公尺距離，基地面積高達四千九百九十四平方公尺，興建面積約一萬一千三百平方公尺；其中地下一樓設停車場，一樓為溫水游泳池、SPA水療池、三溫暖蒸氣室等，二樓為撞球室、棋藝閱覽室、兒童遊戲室等，三樓具有羽球場、攀岩區、韻律教室、體適能教室及飛輪教室等，四樓設置桌球室與壁球室，五樓預計規劃為綜合球場，屋頂則另外設置一座戶外射箭場，於2014年8月31日啟用，成為新北市第二個多功能國民運動中心。

### 羽球館
- 蘆洲羽球館：位於蘆洲區信義路34巷[26]。

### 市場
- 蘆洲水流公集合攤販：位於蘆洲區重陽街、重陽二街與三重區永安北路、仁勇街、集勇街，因地處蘆洲與三重交界處，加上販售生鮮蔬果、肉品、海鮮及雜貨五金等眾多品項，多年來是蘆洲三重一帶民眾採購物資的好所在。[27]
- 蘆洲市場
- 蘆洲大台北果菜市場
- 蘆洲永平市場

### 餐廳
- 海霸王蘆洲店
- 蘆洲大風車餐廳
- 蘆洲晶贊宴會廣場(已歇業)

### 飯店/旅館業
- F HOTEL
- 成旅晶贊飯店
- 樂頤飯店
- 集賢商旅
- 香奈兒汽車旅館
- 嘉年華汽車旅館

### 醫院&診所
- 全民醫院 (2023年8月7日喬遷至三重區三和路四段103-2號)
- 福田診所
- 蘆洲萬坪醫院（區域醫院）：預計地點位於蘆洲北側農業區，規劃爭取中，時間未定。[28][29][30]

### 公園綠地
- 三民公園
- 長安公園：蘆洲區長安街100號[31]（和新北長安公有停車場為同一個地址）
- 永康公園
- 永平公園
- 柳堤公園：蘆洲區光榮路77號對面
- 溪墘公園
- 仁愛公園
- 蘆洲公園：蘆洲區公所對面
- 蘆洲捷運公園
- 彩虹兒童公園
- 大地兒童公園（永樂公園）
- 中路兒童公園
- 永安兒童公園
- 尼加拉瓜公園：原為「集賢公園」，1997年改為現名。
- 環保公園
- 二重疏洪道新北大都會公園蘆洲微風園區（蘆堤運動公園）
- 重陽公園
- 三蘆公園：位於永安北路二段76巷底[32]
- 中原公園
- 集賢環保公園：介於蘆洲區與三重區交界處，是三蘆地區市區範圍內最大的綠地中央公園。

### 活動中心
- 永安兒童公園市民活動中心
- 仁德市民活動中心
- 正義市民活動中心
- 民生市民活動中心
- 仁義市民活動中心
- 集賢市民活動中心
- 重陽市民活動中心
- 得仁市民活動中心
- 溪墘湧蓮市民活動中心[33]

## 藝文展覽與表演
- 蘆洲神將文化祭
- 新北市立圖書館蘆洲集賢分館藝文中心：位於蘆洲重陽大樓7樓(集賢路245號7樓)，藝文中心原為蘆洲市立藝文中心，2010年12月25日因升格改制更名，並於2012年元月起由公所移撥新北市立圖書館，併入蘆洲集賢圖書館。空間規劃包含藝文展覽空間、多功能視聽室、故事屋…等區，主要辦理美術展覽、講座、電影欣賞、彩虹故事屋等藝文與閱讀推廣活動。
- 林建生紀念圖書館
- 蘆洲功學社音樂廳
- 蘆堤音樂廣場
- 捷運蘆洲站-鄧麗君紀念銅像

## 名勝古蹟

### 李氏古宅(附設:李友邦紀念館)

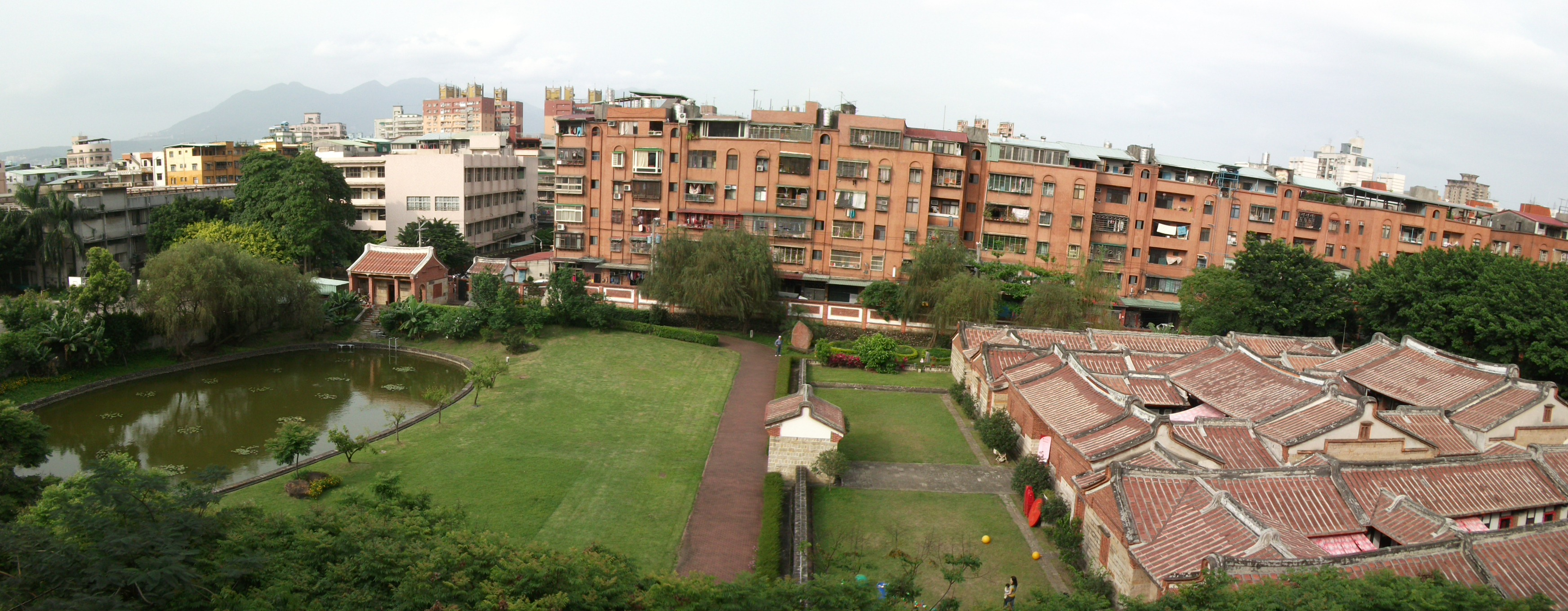
李氏古宅

蘆洲李宅臺灣籍第一位將軍抗日名人李友邦曾居住過此地，大厝為清朝附貢生人稱李老師的李樹華所創建，於1903年落成，其基地之所有權人為李燈輝和李樹華二人所有。當地人稱之為「李祖厝」，位於芝蘭二堡中路庄七番地，李氏族人稱其為田仔尾，又稱「田野美」。原建築為「編蘆葦夾泥牆」式構造，宅前有池塘一座及一條小運河可通淡水河，李宅至今維護良好為台灣傳統閩南式家族聚落之典型建築。
李宅可說是三合院式建築，各建築物之間的中庭度甚小且廊道四通八達，亦是長廊光影取景點。很多朋友長這麼大可能只聽過阿嬤時期的八腳眠床，裡面是個暗室，利用午後陽光透過窗戶灑進房間，古早的梳妝台，使用慢快門拍攝出古意盎然唯美浪漫房間。以審美的眼光看待周圍的一切，前廳、中廳、後廳、半樓仔、屏門、石磨、灶腳、飯廳、古井，值得細細品味。
位於蘆洲國中隔壁。

### 湧蓮寺
湧蓮寺座落於蘆洲得勝里得勝街、成功路交叉口，為蘆洲地區信仰中心，1871年建造，今貌乃十年前改建。寺高四層，整體構築雄偉，氣勢滂薄，尤其是出簷構造，作工細膩繁複，色彩光鮮明亮，極盡富麗堂皇；寺頂剪黏也頗具巧思，人物走獸，搔手弄姿，體態不一。該寺創建至今已一百多年，可說是歷史悠久，考其源流，則益發思古之嘆。
1861年，南海普陀山隱秀寺兩比丘大機、咸林攜觀音佛祖神像乘船至江浙一帶化緣，不料途中遇見颱風，船便飄到台北渡船頭附近（即今台北橋一帶），於是二人暫建二茅舍奉祀，因佛祖神威大顯，信眾日增，原茅舍不敷需要，乃於1871年興建廟宇，1961年又重建殿堂，至於湧蓮寺今日所見規模，則是在1981年擴建而成。
每年農曆九月十七、十八、十九日，佛祖出家紀念日的祭典期間，湧蓮寺會舉辦盛大的慶典活動，並於九月十八日舉行全區的遶境，就是所謂的「蘆洲大拜拜」，當天全區陣頭廟宇齊至，熱鬧非凡，為蘆洲每年最大的地方盛會。
2016年，湧蓮寺以一萬兩黃金打造觀世音菩薩像，市價計算約四億二千五百萬元，並開放信眾參拜，該座金觀音目前是全台最重的黃金打造神像。

### 文武大眾廟
建廟典故：文武大眾廟前方為香火鼎盛的湧蓮寺，右側為保和宮。主祀的大眾爺乃1911年自新莊大眾廟的大眾爺分靈至此。
地址：新北市蘆洲區得勝里得勝街與成功路交叉口（湧蓮寺對面）

### 保和宮
日治時代明治43年（1910年），在前清貢生李樹華（蘆洲李宅的建造人）約集族內先賢研商討論，即將建築廟宇將供奉保生大帝，並命名「保和宮」，這段建廟的歷史與沿革，在廟內的「蘆洲保和宮建設記」石牌上有詳細的記載。
保生大帝分靈到蘆洲建宮，名為「保和宮」，經費由樓仔厝角、水湳角、溪墘角、土地公厝角、三重埔角、八里角、社子的崙仔頂角等七角頭共同負擔。每逢農曆三月十五日保生大帝誕辰。由境內七角頭主持豬公比賽，為蘆洲、八里、五股、三重等地區香火鼎盛的廟宇之一。

### 保佑宮
蘆洲保佑宮又稱王爺宮、保佑宮主祀之池府王爺神尊、為蘆洲陳氏先祖『第五世祖 陳德元』、原居福建泉州府同安縣盟盛鄉仁德里溪南社中甲厝人氏供奉池府王爺、於康熙元年(公元1660)年間、攜眷渡海來台闢墾、為求營生順遂平安、乃恭請池府王爺聖像隨身庇佑、因為池府王爺神威顯赫、恩澤四方、信眾日增、於康熙庚寅年間(公元1710)捐獻給眾善信、第一次建草廟為保佑宮、保佑宮既是蘆洲最早創建木造寺廟、亦為早期蘆洲地區信仰中心。

### 忠義廟
日治時代1910年代，自保佑宮分靈創建，主祀池府王爺，原本位在五股洲子尾（洲後村），因建立二重疏洪道而遷至現址。

### 蘆洲區紫禁城博物館
於1997年成立，創館館長為王兩傳先生，博物館靠近蘆洲區得勝街119巷口的公有立體停車塔。

### 八角樓
蘆洲八角樓的原屋主是李為，在今天的臺北市延平北路上經營舊天興銀樓，後來在昭和十一年（1936年）經建此棟洋樓作為別墅。二次大戰後，曾有一位空軍將領入住。
民國四十二年（1953年）左右，陳炳坤、陳炎等人創立東洲化學製藥廠，向李家買下此棟別墅作為辦公大樓。後來在陳家後人陳文彬的申請下，當時的臺北縣政府將此棟建築物公告為歷史建築。

## 媒體

### 有線電視
- 全聯有線電視
- 天外天有線電視
- 全國有線電視

## 教育

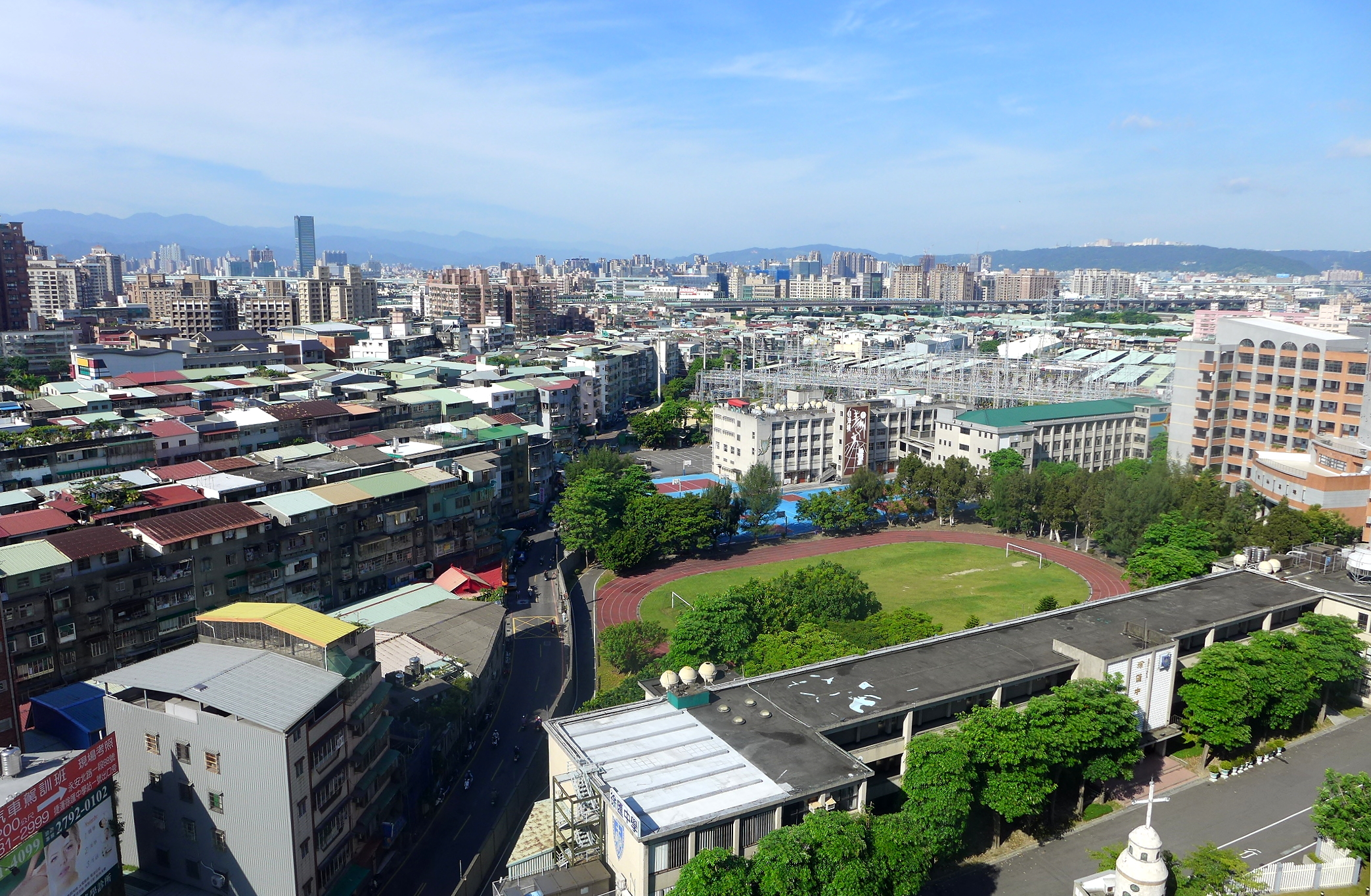
蘆洲區徐匯中學一帶的建築物

### 大學
- 國立空中大學（校本部暨台北學習指導中心）

### 高級中等學校
- 新北市立三民高級中學：2000年改制為完全中學。
- 新北市私立徐匯高級中學：天主教耶穌會教會學校，1963年在台復校，全國唯一一所私立男校。

### 國民中學
- 新北市立蘆洲國民中學
- 新北市立鷺江國民中學

### 國民小學
- 新北市蘆洲區蘆洲國民小學：1897年創校，邓丽君母校。
- 新北市蘆洲區鷺江國民小學：1981年8月創校，為本區第二所國民小學。
- 新北市蘆洲區成功國民小學：1988年7月創校。
- 新北市蘆洲區仁愛國民小學：1991年4月創校。
- 新北市蘆洲區忠義國民小學：1999年創校，位於南港子重劃區。

### 其他教育
- 蘆荻社區大學（校本部位於鷺江國小四維樓，設有蘆荻社區灶咖、三民高中、鷺江國中等分校區）
- 新北市蘆洲區樂齡學習中心 （鷺江國小樂齡中心）

### 圖書館
- 公立圖書館
  - 新北市立圖書館蘆洲長安分館
  - 新北市立圖書館蘆洲永平分館
  - 新北市立圖書館蘆洲永安圖書閱覽室
  - 新北市立圖書館蘆洲集賢分館
  - 新北市立圖書館蘆洲兒童親子分館
  - 新北市立圖書館蘆洲仁愛智慧圖書館
- 私立圖書館
  - 林建生紀念圖書館

## 交通

### 捷運
臺北捷運
- 中和新蘆線（蘆洲線）：徐匯中學站 – 三民高中站 – 蘆洲站
- 環狀線：Y23站-徐匯中學站

環狀線北環段尚未通車，僅徐匯中學站通車，將使用地下二樓預留空間轉乘地下四樓中和新蘆線及增設3座出入口。Y23站位於中山一路，靠近台灣中油中山二路站。
新北捷運
- 五股泰山輕軌：規劃中

### 公車
| 路線               | 起點站       | 終點站           | 所屬公司                   | 備註                                                                               |
| ------------------ | ------------ | ---------------- | -------------------------- | ---------------------------------------------------------------------------------- |
| 815                | 三重         | 故宮博物院       | 中興巴士                   |                                                                                    |
| 816                | 三重         | 捷運士林站       | 中興巴士                   |                                                                                    |
| 928                | 三重         | 八里             | 淡水客運 三重客運          | 經台64線快速道路 2012年5月11日調整路線並由淡水客運 及三重客運聯合調度發車          |
| 927                | 三重         | 八里             | 首都客運 淡水客運 三重客運 | 經台64線快速道路 2012年5月11日調整路線並由首都客運、淡水客運及三重客運聯合調度發車 |
| 橘13               | 三重         | 五股             | 首都客運                   |                                                                                    |
| 264                | 蘆洲         | 板橋             | 台北客運                   |                                                                                    |
| 806                | 蘆洲         | 板橋             | 台北客運                   |                                                                                    |
| 925                | 蘆洲         | 林口             | 台北客運                   | 經三重交流道 (國道1號)                                                             |
| 926正線            | 板橋         | 三重             | 台北客運                   | 經新北大橋 該路線已於2017年11月10日起停駛                                          |
| 926副線            | 板橋         | 三重             | 經新北大橋                 | 該路線已於2017年11月10日起停駛                                                     |
| 橘10               | 泰山         | 捷運三民高中站   | 指南客運                   |                                                                                    |
| 14                 | 蘆洲         | 臺北車站         | 大都會客運                 | 2006年4月1日起繞駛蘆洲重劃區。為蘆洲區班次密集的路線之一                           |
| 274                | 蘆洲         | 臺北車站         | 大都會客運                 |                                                                                    |
| 306                | 舊莊         | 蘆洲             | 大都會客運                 |                                                                                    |
| 508                | 蘆洲         | 惇敘工商         | 大都會客運                 | 大都會客運路線不經蘆洲區中正路                                                     |
| 橘17               | 新北產業園區 | 捷運三民高中站   | 大都會客運                 |                                                                                    |
| 橘18               | 蘆洲         | 五華街           | 大都會客運                 |                                                                                    |
| 221                | 蘆洲         | 臺北車站         | 三重客運                   |                                                                                    |
| 225                | 蘆洲         | 民生社區         | 三重客運                   | 2012年10月20日起繞駛蘆洲重劃區                                                     |
| 232正線            | 蘆洲         | 捷運善導寺站     | 三重客運                   | 經中興橋                                                                           |
| 忠孝幹線           | 蘆洲         | 松山車站         | 三重客運                   | 經忠孝橋，2018年4月由232副改為忠孝幹線。為蘆洲區班次密集的路線之一                 |
| 232快速公車        | 蘆洲         | 松山車站         | 三重客運                   | 經中山高速公路、建國高架橋                                                         |
| 261                | 蘆洲         | 市政府           | 三重客運                   |                                                                                    |
| 306                | 蘆洲         | 凌雲五村         | 三重客運                   |                                                                                    |
| 508                | 泰山公有市場 | 惇敘工商         | 三重客運                   | 三重客運路線經蘆洲區中正路                                                         |
| 508區間車          | 蘆洲         | 惇敘工商         | 三重客運                   | 三重客運路線經蘆洲區中正路                                                         |
| 704                | 八里         | 北門             | 三重客運                   |                                                                                    |
| 704區              | 八里         | 捷運蘆洲站       | 三重客運                   |                                                                                    |
| 785                | 觀音山       | 北門             | 三重客運                   | 原公路客運1205 ，2013年1月1日改制新北市區公車並新增路線編號                        |
| 806                | 蘆洲         | 板橋             | 三重客運                   |                                                                                    |
| 811                | 蘆洲         | 聯合醫院中興院區 | 三重客運                   |                                                                                    |
| 857                | 淡海         | 板橋             | 三重客運                   |                                                                                    |
| 紅9                | 蘆洲         | 捷運劍潭站       | 三重客運                   |                                                                                    |
| 藍1                | 蘆洲         | 臺北車站         | 三重客運                   | 2012年12月25日起繞駛蘆洲重劃區                                                     |
| 橘19               | 五股         | 三重             | 三重客運                   |                                                                                    |
| 橘20               | 觀音山       | 蘆洲             | 三重客運                   |                                                                                    |
| 橘25               | 蘆洲         | 捷運三重國小站   | 三重客運                   | 2012年6月1日通車                                                                   |
| 捷運機場線先導公車 | 蘆洲總站     | 台灣桃園國際機場 | 三重客運                   | 2014年10月24日通車，2015年4月1日起起點站更改為蘆洲總站，於2019年4月8日起停駛       |

#### 跳蛙公車
- 捷運蘆洲站-內湖科技園區：由大都會客運經營，預計2019年1月21日開始通車，交通局表示，「捷運蘆洲站-內湖科技園區」跳蛙公車路線，平日固定行駛3班次，分別為6：30、7：15及8：00由捷運蘆洲站單向發車，不提供站票服務，路線由新北市蘆洲行經國道1號至臺北市內湖區，途中停靠「捷運蘆洲站」、「捷運徐匯中學站」、「捷運三和國中站」、「格致中學（三和路）」、「麗寶大樓」及「公館山」站，預估行駛時間為35分鐘，可大幅縮短蘆洲至內湖科技園區搭乘時間，另享有與雙北公車及捷運雙向轉乘優惠，並可使用公共運輸定期票搭乘。[38]
- 南港經貿二路-蘆洲長安街：將從2019年9月11日開始營運，起點為捷運南港軟體園區站。

註：跳蛙公車是一種只停靠大站，不停靠小站的公車，專為通勤族，節省上班時間而設計的公車，通常只會在尖峰時段行駛。

#### 區公所免費社區巴士
新北市升格後，免費社區巴士正式定名為「新北市新巴士(New Taipei City Bus)」，新北市政府交通局除延續免費搭乘的服務外，更以「全心服務、跨區服務」作為全面推展的願景。蘆洲區101年並新增「八里線」假日觀光接駁，102年全面比照公車裝設車機，納入新北市公車動態資訊系統，使民眾可於網站及APP軟體查詢新巴士動態資訊，以提升新巴士服務水準及民眾搭乘便利性。
新巴士路線查詢：（页面存档备份，存于）
新北市政府公車動態資訊系統： （页面存档备份，存于）
- 長安線
- 水湳線
- 民和線
- 蘆洲線：行經蘆洲、三民高中及徐匯中學等3站。
- 捷運接駁專車（蘆洲市公所－捷運圓山站）：於捷運蘆洲線通車後停駛，改為捷運線，後改為蘆洲線。
- 醫療專車：依序行經新光醫院、榮民總醫院、振興醫院、臺北市立聯合醫院陽明院區、馬偕醫院、臺北市立聯合醫院林森院區、臺大醫院、長庚醫院等8間醫院。
- 八里線：101年新增八里線假日免費觀光巴士，行經至八里渡船頭。

### 道路系統

#### 國道及快速公路
- 國道1號主線及汐止五股高架道路從民和、得仁二里南側通過，未設置交流道；不過仍可經由縣道103號（三重三和路）連接三重交流道[39]，或經由縣道108號（五股中興路、新五路）連接五股交流道,並可以銜接台64線，再銜接永安大橋進蘆洲市區。
- 台64線東西向快速公路由二重疏洪道西側五股區境通過（2009年9月通車），可經環堤大道先行駛跨越二重疏洪道之永安大橋，再連接五股二交流道（五股中興路）；[39]由五股方向前來者，下永安大橋後則可銜接蘆洲永安南路二段及中原路。

#### 市道及鄉道
- 103線[39]
- 103甲線[39]
- 北53-1線
- 北61線
- 北62線
- 北63線
- 北64線

#### 主要道路及橋樑
蘆洲區隔著淡水河與台北市士林區社子次分區相望，但全境並無橋梁能夠聯通，必須仰賴三重區之橋梁；而三重區必須仰賴蘆洲區的橋樑連接五股、八里地區。
- 重陽橋：早年蘆洲地區無橋樑直通台北市，必須經由市道103號（三重三和路一段）接台北橋。1991年元月重陽大橋通車後，居民可利用市道103甲（集賢路）直接上橋進入台北市士林區。[39]
- 成蘆橋：早年因二重疏洪道開發所以臺北縣政府，現（新北市），逾民國91年開通，而此橋位於市道103號上，跨越二重疏洪道[40]，兩端連接蘆洲區三民路與五股區成仔寮成泰路五股側連接成泰路處即為市道107號，成為兩方的重要樑。

- 市道103號中山一路：蘆洲通往五股、新莊、三重的其中一條道路，為紀念中華民國國父孫中山而命名。[39]原為溪墘路（部分路段），1967年10月因門牌整編改為「中山路」。1978年4月10日，中山路1~20號整編改為中山一路[41][42]。
- 市道103號三民路：通過蘆洲區行政中心，連接成蘆橋和中山一路，是台北及三重通往五股成州及八里必經道路。台北捷運蘆洲線在此路上設有三民高中站及蘆洲站。
- 市道103甲集賢路：連接中山一路及位於三重五華地區的重陽橋，是蘆洲出入台北市的重要道路，也是蘆洲最寬敞的道路[39]，沿路有學校、商業用地、公園等，許多飯店也在此營業。台北捷運蘆洲線在此路與中山一路口設有徐匯中學站。
- 市道108號永安南路二段：連接中山一路至中原路永安大橋為蘆洲連接64快速道路、中山高速公路的重要道路。
- 環堤大道：原為永安南路二段356巷，後改名，是往三重、五股的主要道路（門牌號碼：單號1（鴨母港抽水站）、365（成蘆抽水站），雙號2~226）
- 長榮路：南港子重劃區主要道路，連接三民路和光華路。[39]此路原為光華路後半段和三民路577巷，因重劃區開發而改名。

#### 次要道路
- 中山二路：蘆洲通往五股的其中一條道路。
- 中正路：通過舊蘆洲聚落中心，曾為鄧麗君故居所在（已拆除，介於蘆洲天主堂與國泰世華銀行大樓之間的建地），國立空中大學即在此路上，與三民路交叉路口則為捷運中和新蘆線蘆洲站所在[39]。
- 長安街：灰磘、蘆洲一期重劃區地區的主要道路，地標有成功國小、蘆洲忠義廟，並有市場及夜市。（門牌號碼：單號1~307、311~361巷1~39號、367~381、387、389，雙號2~222、230~282、288~292、328~334）
- 得勝街：通過舊蘆洲市區，連接中山二路、成功路，為湧蓮寺所在地，設有蘆洲廟口形象商圈，上午清晨有早市、黃昏開始有夜市，為一行人擁擠的徒步街道，車輛僅能於下午兩、三點左右及午夜之後通行該街道；收藏中國古代文物的紫禁城博物館也座落於該街道上。
- 九芎街：通往灰磘、南港子地區的其中一條道路，連接長安街、中山二路、永安南路二段。
- 光華路：通往灰磘、南港子地區的其中一條道路，連接中華街、長榮路、中正路。
- 民族路：呈倒C字型走向，是樓厝地區與水湳地區的主要道路。
- 水湳街：水湳地區主要道路，原為民族路375巷、民族路490巷、民權路91巷，1999年變更為水湳街[43]，連接民族路、仁愛街101巷。（門牌：單號1~399，雙號2、6~172之1）
- 仁愛街：水湳地區的道路，原為仁愛路，1999年因門牌整編降格為仁愛街，仁愛路前半段改為民族路436巷。[43]秀才厝遺址位於此街[44]。
- 長樂路：南港子重劃區內道路。連接光榮路、光復路、光明路。
- 鷺江街：此路為民族路40巷及信義路189巷連結後，於1999年10月25日因門牌整編統一變更為鷺江街。[43]
- 保和街：原為三民路157巷，1999年10月25日因門牌整編變更為保和街。[43]
- 正和街：原為中正路59巷，1999年10月25日因門牌整編變更為正和街。[45]
- 民生街：原為和平路17巷、成功路30巷，1999年變更為民生街[43]。
- 光復路：南港子重劃區內道路，直通蘆洲國中後門，連接中原路、長興路。
- 中央路：原為中山二路74巷，後因門牌整編變更為中央路。[43]
- 重陽街：路名取自中國傳統節日（新北市僅蘆洲區設有這條街），原為集賢路221、269巷，1999年變更為重陽街。[43]
- 重陽一街
- 重陽二街：部分路段原為集賢路241巷，2000年1月變更為重陽二街，連接永安北路二段[43]。
- 永安北路一段：通往信義路、三重區永福街
- 永安北路二段：通往集賢路、三重區仁勇街（雙號門牌為蘆洲區，單號門牌為三重區）
- 國道路二段：原為永安南路一段1巷1弄，2014年12月31日整編為「國道路二段」。
- 復興路：餐飲店與商家聚集，也是蘆洲外食族的中心。
- 三民路生活圈：包括中正路、民權路、民族路、復興路、得勝街等路段。

### 規劃中建設

#### 捷運
台北捷運
- 環狀線：徐匯中學站 – 中路站（已動工）

#### 輕軌
新北捷運
- 五股泰山輕軌：蘆洲站 – 和尚港站 – 水湳復興站 – 樓厝站

## 觀光
商場
- 廟口形象商圈（蘆洲夜市）：以湧蓮寺為中心，東西分別向得勝街、成功路延伸
- 徐匯商圈
- 永樂商圈
- 集賢商圈
- 復興路商圈
- 信義路商圈
- 中原商圈
- 中正路商圈（靠近湧蓮寺）
- 中山市場
- 永平市場
- 永安市場
- 黃昏市場（光華路）
- 佳瑪百貨蘆洲店：位於蘆洲區光明里

廣場
- 徐匯廣場
- 新北微風運河廣場：位於蘆洲二重疏洪道

### 在地慶典與活動
- 蘆洲湧蓮寺遶境祈福-農曆9月18日（蘆洲大拜拜）
- 切仔麵文化節
- 蘆洲神將文化祭
- 三年一科國姓醮（放水燈）
- 金雞報喜-點燃智慧光明燈
- 大年初一蘆洲忠義廟新春神將拜廟
- 蘆洲放水燈（每年農曆7月14日蘆洲湧蓮寺舉辦放水燈）

## 協會
- 新北市蘆洲區愛鄉文化協會
- 蘆洲區愛心關懷協會
- 新北市海軍陸戰隊退伍協會：位於蘆洲區中華街
- 新北市蘆洲區退伍憲兵協會
- 新北市蘆洲區客家傳統文化協會
- 台北縣蘆洲市婦女愛鄉關懷協會：位於蘆洲區永平街32巷33弄10號1樓
- 1919食物銀行新北蘆洲服務中心（中華基督教救助協會）：位於蘆洲區三民路26巷[46]
- 蘆洲區民俗發展協會
- 新北市集賢庇護工場
- 新北市蘆洲區太極拳協會 （页面存档备份，存于）
- 新北市蘆洲區體育會   共計55個體育單項委員會 （页面存档备份，存于）
- 國際扶輪3490地區-蘆洲扶輪社

## 特產
台灣北部可與南部臺南擔仔麵齊名的麵食就在新北市蘆洲區，「北切仔麵、南擔仔麵」乃是台灣傳統兩大有名麵食。
蘆洲區主要特產有切仔麵、小籠包、木屐、牛肉麵、小鄧餅（龍鳳堂），其中公視《愛你一百年》曾來龍鳳堂拍攝。

## 關於蘆洲的更多資訊

### 秀英花復育計畫
三重社區大學復育秀英花，推動在二重疏洪道全面復育，三重社大校務委員張明祥表示，秀英花原名「素馨花」，與茉莉、黃枝、樹蘭、桂花，都屬於製作花茶原料。秀英花在日治時代在蘆洲與三重地區大量種植，因為經濟作物散發淡雅香氣，品質優良，是提煉香水，與冬茶、春茶製花茶的原料，外銷全世界。劉世偉向經濟部水利署第十河川局爭取，希望大範圍復育，獲得支持，目前已於2017年3月23日踏勘，盼望未來建設出萬頃花田美景。三重社區大學近年復育秀英花，校長劉世偉、與新北市立圖書館蘆洲永平分館主任謝雪君、紫禁城博物館館長王兩傳等人，發起「三蘆香花文史工作團」，串連在地與中央資源，獲得立委高志鵬等人協助，計畫向經濟部水利署第十河川局爭取，在二重疏洪道復育，盼造出萬頃白色秀英花海，成為機場捷運周邊的著名地景。（規劃中）

### 蘆洲鴨母港溝整治工程
新北市蘆洲鴨母港溝多年前因為隨著地方發展，水質受到污染，不僅河水髒臭，民眾捂鼻儘速通過，還被諷為新北「四大黑龍江之一」，近年在水利局大力整治下，改善鴨母港溝的流速，並且在上游設置水質淨化設施，讓鴨母港溝重現早年的清澈，連白鷺鷥、翠鳥、喜鵲、烏龜、小白鷺等生物也穿梭河道中覓食，成為在地民眾親子共同欣賞河景的好去處。

### 蘆洲南北側農業區開發案 (銀河灣計畫)
新北市政府因應捷運蘆洲線通車帶來地方發展需要，辦理「變更大漢溪北都市計畫(蘆洲地區)蘆洲南北側農業區專案通盤檢討」案，該案目前於內政部都委會審議程序，刻配合該部地政司審議公益性及必要性評估報告程序中，新將與中央展現最大合作共識，創造民眾最大之效益。另外為了配合都市機能調整，三重果菜市場也預計遷建蘆洲，納入蘆洲北側銀河灣計畫，都市計畫現由內政部都委會專案小組審議中。（規劃中）

## 外部連結
- 蘆洲區公所 （页面存档备份，存于）（繁體中文）
- 蘆洲區戶政事務所 （页面存档备份，存于）（繁體中文）
- 蘆洲區衛生所 （页面存档备份，存于）（繁體中文）